# Geoblasta penicillata
Geoblasta penicillata là một loài thực vật có hoa trong họ Lan. Loài này được (Rchb.f.) Hoehne ex M.N.Correa mô tả khoa học đầu tiên năm 1968.